# Accipiter rufiventris
Lo sparviero rufiventre (Accipiter rufiventris A.Smith, 1830) è un uccello rapace della famiglia degli Accipitridi, diffuso nell'Africa subsahariana.

## Descrizione
È un rapace di piccola taglia, lungo 29–36 cm e con un'apertura alare di 58–72 cm.

## Biologia
Le sue prede sono in prevalenza altri uccelli, della grandezza massima di un piccione, ma anche pipistrelli, piccoli roditori, lucertole e grossi insetti.

## Distribuzione e habitat
Questa specie ha un areale ampio ma molto frammentato, che comprende le foreste afromontane dell'Africa subsahariana, estese dall'Acrocoro Etiopico sino ai Monti dei Draghi sudafricani.